# 다이바

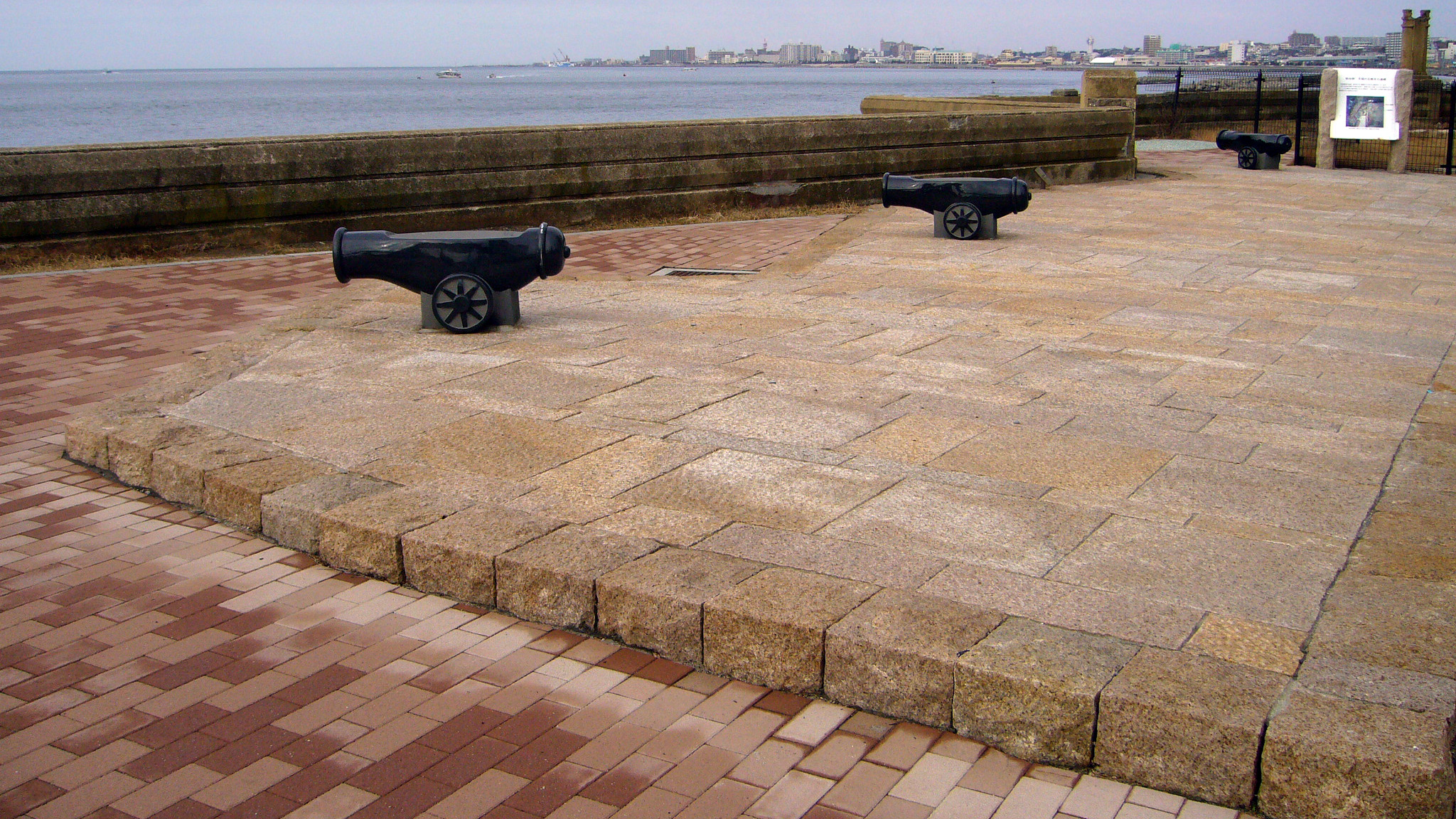
아카시 번의 마이코 다이바

다이바(일본어: 台場 다이바[*])란 에도 시대 말기 이양선이 도래하자 이를 방비하려 설치한 포대로, 요새의 일종이다. 일본 각 해안에 축조되었다.

## 주요 다이바
막부의 다이바
- 시나가와 다이바 (도쿄도 미나토구) - 국가 사적으로 지정되었으며 에도 막부가 페리 제독의 내항을 방비하기 위해 축조한 포대.
- 벤텐 다이바 (홋카이도 하코다테시) - 신센구미와 메이지 신정부군의 마지막 격전지.

각번의 다이바
- 아카시번 마이코 다이바 (효고현 고베시) - 국가 사적. 아카시 해협의 방위.
- 도쿠시마번 마쓰호 다이바 (효고현 아와지시) - 국가 사적. 아카시 해협의 방위.
- 돗토리번 다이바 8곳 (돗토리현) - 국가 사적.

## 같이 보기
- 포대
- 돈대
- 요새
- 이양선
- 오다이바
- 다이바 공원